# Grupa Żywiec SA
Grupa Żywiec S.A. a lengyel sörgyártás egyik legnagyobb részvénytársasága, mely a söripar privatizációját követően jött létre 1998-ban. A társasághoz tartoznak a Żywiec, Warka, Elbląg, Leżajsk, Cieszyn és Bydgoszcz városokban található sörgyárak. A 11 millió liter sört előállító Grupa Żywiec részvénytársaság fő részvényese a Brau Union AG. A társaság több mint 6000 dolgozónak ad munkalehetőséget és minden harmadik eladott lengyelországi sör az ő termékük.

## Forgalmazott termékeik
- Heineken
- Żywiec
- Żywiec Porter
- Warka
- Tatra
- Specjal
- Królewskie
- Kujawiak
- Leżajsk
- Strong
- Freeq
- Brackie
- Hevelius
- Kaper
- Desperados
- Paulaner
- Fischer
- Murphy's Irish Stout
- Murphy's Irish Red

## Lásd még
- Heineken Hungária Sörgyárak Zrt.

## Külső hivatkozások
- Grupa Żywiec S.A. részvénytársaság lengyel és angol nyelvű honlapja

1. 1 2  https://www.coface.cz/content/download/186543/3096111/file/CER-CZ-CEE_Top_500_2019_booklet.zip. Coface, 2019